# Amerikalinie
Amerikalinie is een niet-officiële naam voor een spoorlijn van DB Netze tussen Berlijn en Wilhelmshaven. Zie voor meer informatie de artikelen over de deeltrajecten:
- Stendal - Uelzen
- Uelzen - Langwedel